# Das Lächeln am Fuße der Leiter

Das Lächeln am Fuße der Leiter ist eine Novelle von Henry Miller aus dem Jahr 1948, die von Joan Miró illustriert wurde.

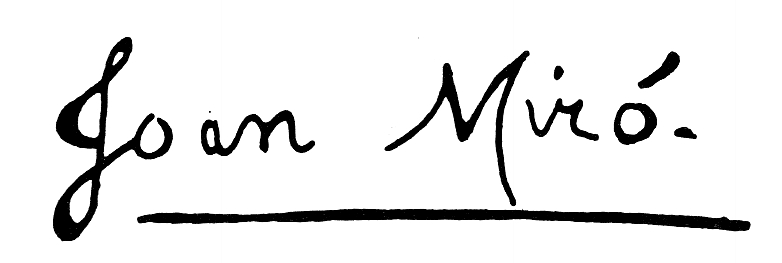

## Entstehung
Der französische Maler Fernand Léger bat 1938 seinen Freund Henry Miller um eine Geschichte für seinen geplanten Grafikzyklus „Cirques“. Miller faszinierte das Thema; am liebsten hätte er selbst die Illustrationen übernommen. Als Ergebnis der „Auftragsarbeit“ entstand schließlich „Das Lächeln am Fuße der Leiter“ (Originaltitel: „The Smile at the Foot of the Ladder“). Léger konnte allerdings mit dieser – verglichen mit den vorherigen und späteren Werken – für Miller völlig untypischen Novelle nichts anfangen und lehnte das ihm übersandte Manuskript ab. Miller war zunächst enttäuscht, weil er „von allen Erzählungen, die ich jemals geschrieben habe“, diese „als die eigenartigste“ empfand; eine Art Selbstporträt. Im Epilog schreibt er: „Der Clown ist ein handelnder Dichter. Er ist selbst die Geschichte, die er spielt. … Möge niemand glauben, dass ich mir diese Geschichte ausgedacht hätte! Ich habe sie lediglich erzählt, wie ich sie in mir fühlte.“ Joan Miró hingegen begeisterte die Erzählung und er illustrierte sie Millers Vorstellungen entsprechend. Das kongeniale Zusammenwirken der beiden führte nach der ersten Veröffentlichung 1948 zu einem weltweiten Erfolg mit etlichen Übersetzungen und unzähligen Auflagen und Bearbeitungen.

## Inhalt
Am Fuße einer an den Mond gelehnten Leiter möchte der berühmte Clown August sein Publikum nicht mehr nur zum Lachen bringen, sondern nachhaltig glücklich machen. Trotz seiner immer intensiveren Bemühungen gelingt es ihm jedoch nicht, den Menschen mehr als vordergründiges Gelächter zu entlocken. Zum Schluss wird er vom Publikum nur noch ausgebuht. Er verlässt seinen Circus, um in einem anderen Circus Hilfsdienste zu verrichten. Als der dortige Clown Antoine ausfällt, hofft August zunächst in dessen Maske erneut auf eine Karriere in der Manege, erkennt aber, dass das Glück nicht darin liegt, ein Anderer zu sein, sondern zu wissen, wer man selbst ist. Die letztlich erfolgreiche Suche nach sich endet zwar mit Augusts gewaltsamem Tod, aber: „zu ihrem Staunen lächelte er.“

## Rezeption
Millers Novelle wurde mehrfach übersetzt und wird häufig auf den Theaterbühnen gespielt, oft als Einpersonenstück. Von Antonio Bibalo wurde Millers Novelle als zweiaktige Zwei-Stunden-Oper vertont, die 1965 in der Hamburgischen Staatsoper mit großem Erfolg uraufgeführt wurde. Etliche Künstler haben den Text der Erzählung als Vorlage genommen, um ihn mit eigenen Werken zu illustrieren. Verfilmt wurde der Stoff 1986 von Jutta Netzsch u. a. mit Marianne Sägebrecht. Eine 1969 bereits geplante Verfilmung, in welcher der große Pantomime Marcel Marceau den August spielen wollte, konnte letztlich nicht realisiert werden.